# Aricidea multiantennata
Aricidea multiantennata är en ringmaskart som beskrevs av Lovell 2002. Aricidea multiantennata ingår i släktet Aricidea och familjen Paraonidae. Inga underarter finns listade i Catalogue of Life.